# 하얼빈 서역
하얼빈 서역(중국어: 哈尔滨西站)은 하얼빈시 난강구와 허시신구에 위치한 철도역이다, 다오리구 및 난강구 중심가에서 모두 5km, 하얼빈역에서 7.2km, 하얼빈 타이핑 국제공항에서 약 25km 떨어져 있다. 중국의 “4종4횡” 철도급행 여객수송로중 하나인 하다 여객전용선의 역 중 가장 크며, 동시에 중국의 특등역 중 최북단에 위치한다. 2009년 7월 5일 하얼빈 서역과 하치 고속철도가 동시에 착공되었고, 2012년 8월 29일 준공, 2012년 12월 1일 정식으로 운영에 들어갔다.
하얼빈 서역의 투입으로 하얼빈 및 주변 구역의 교통시간이 대폭 단축되었으며, 징선 여객전용선이 완공되어 하다 여객전용선과 직결하면서 G자 고속열차가 약 5시간 동안 베이징-하얼빈 간을 왕복하면서 T17/18차 열차에 비해 전체 운행 시간이 60% 가까이 단축되었다. 하얼빈 서역은 2020년까지 연평균 2000만 명 이상의 여객 수송을 목표로 하고 있다.

## 역사
- 2009년 7월 5일 : 전체 공사 착공.
- 2010년 1월 15일 : 본역사 착공.
- 2012년 12월 1일 : 하다 여객전용선과 동시 투입, 사용.
- 2014년 12월 10일: 하얼빈 서역 보속열차 노선이 정식으로 개통되었고, 보속열차는 징하선 본선에 연결되었다.
- 2015년 8월 17일: 하치 고속철도가 개통되어 치치하얼까지 운행하는 고속열차가 운행된다.
- 2018년 10월 1일 하얼빈 서역은 8만2000명이 이용하여 역대 최고 기록을 세웠다[3].

## 역 구조

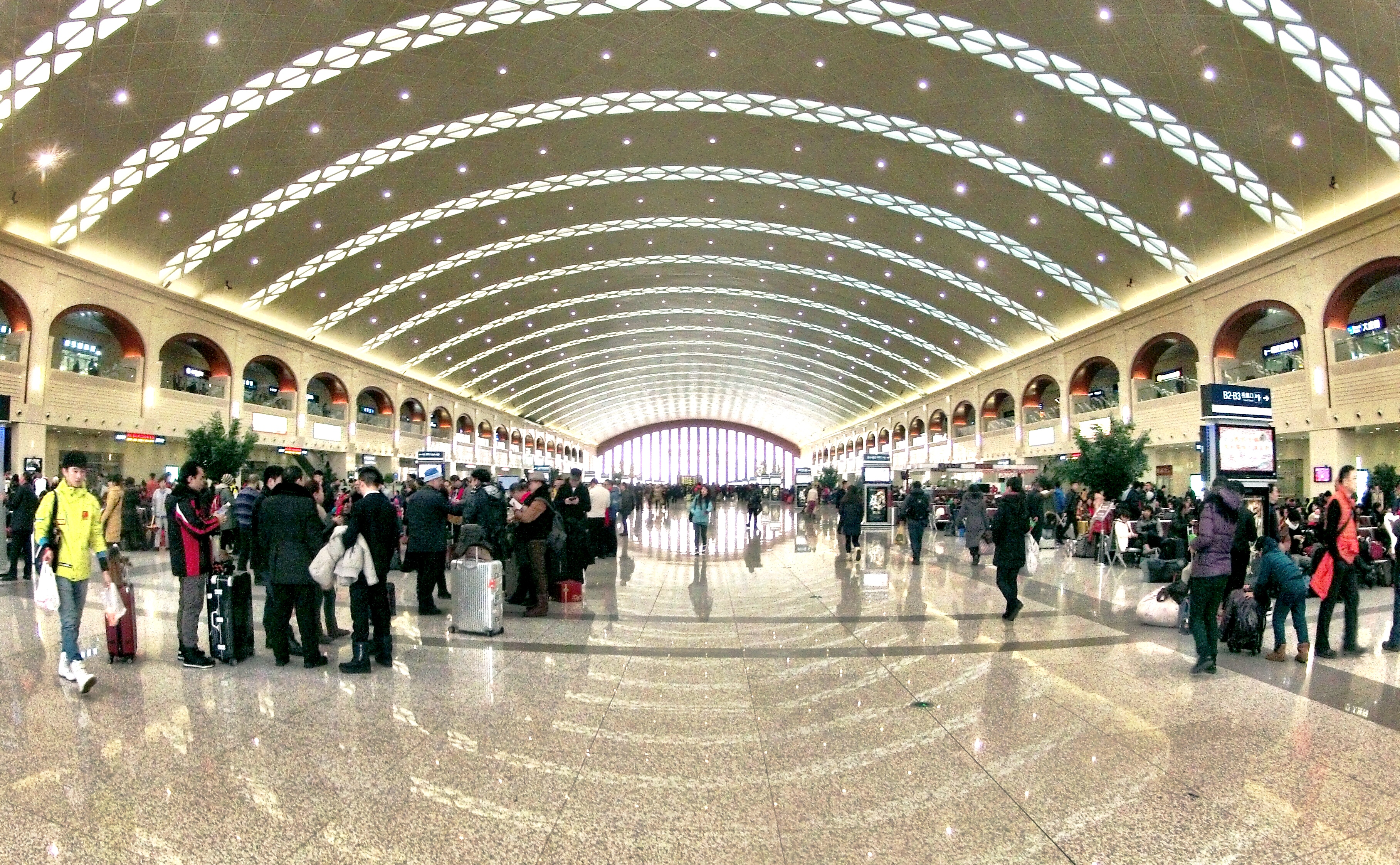
역 대합실

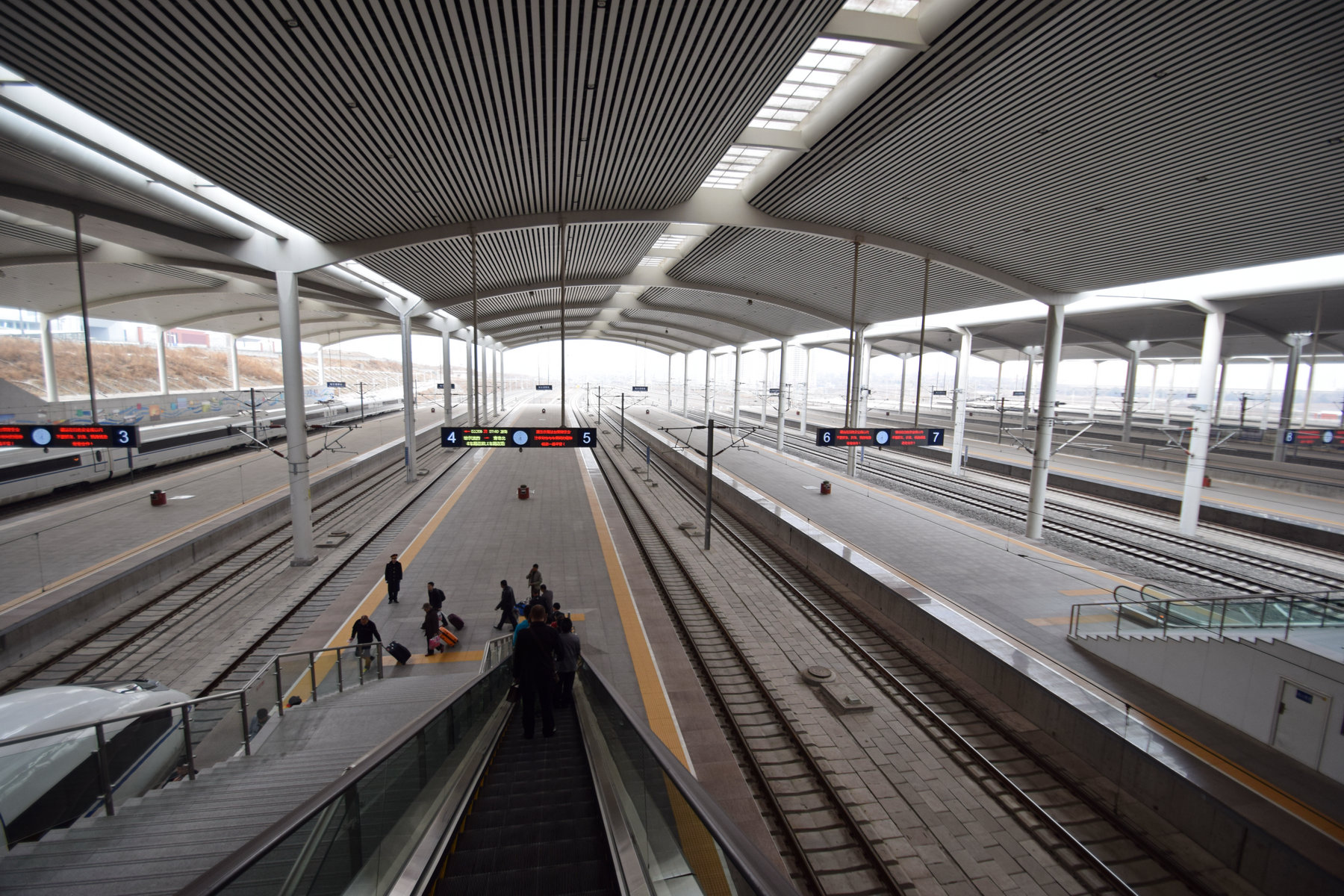
하얼빈 서역 승강장

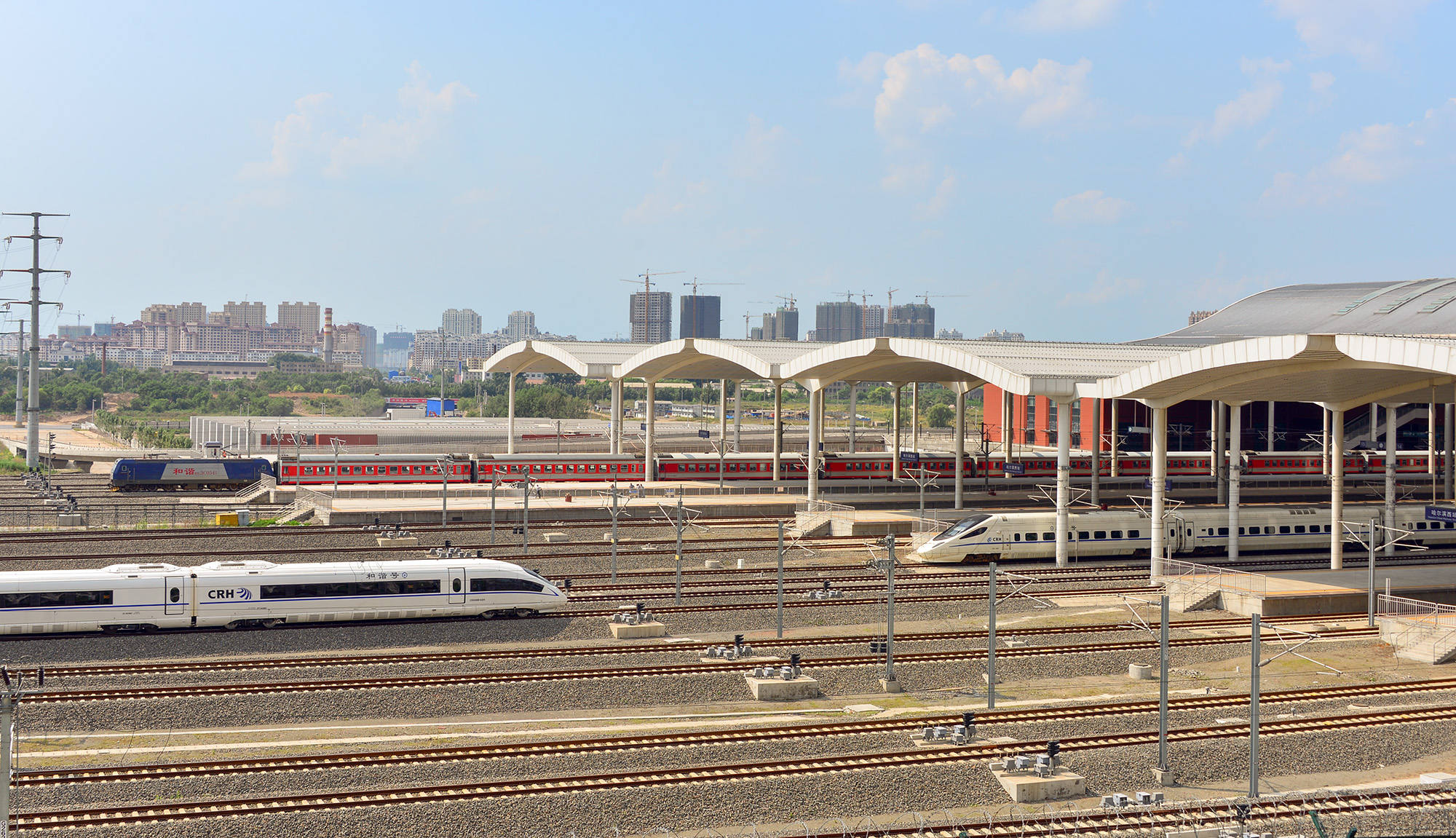
역내 선로

### 건물
하얼빈 서역 역사는 중국철건 중철건설그룹(中国铁建中铁建设集团)이 수주하여 본관 공사에 12억 3900만 위안, 전체 공사에 70억 1000만 위안을 투자하였으며, 전체 공정은 2009년 7월 5일에 착공하여 건설, 역사 공사는 2010년 1월 15일에 착공하여 건설하였다. 남북의 길이는 450m, 동서의 넓이는 309.5m이고, 총 규모는 고가 대합실 1개, 승강장 18개, 궤도선 22개, 본관 건물은 면적이 70000m2, 기둥없는 캐노피는 면적이 92,000m2, 승강장은 대지 면적이 100,000m2이며, 12,000명이 역 안에서 환승할 수 있도록 설계됐다.
- 역 출구
- 하얼빈 서역 6번 승강장
- K296차 열차 통과
- 역을 통과하는 고속 열차

### 연결 노선
하얼빈 서역 고속철도 노선은 하다 철로, 징하선을 연결하며, 보속(普速)철도 노선이 개통되어 하얼빈역과 관통되면 징하선 빈저우선, 하자선, 하무선, 하치선과 대부분 연결되어 하얼빈역을 점차 대체하게 된다.

### 여객열차 목적지
| 목적지 지역 | 열차 종착 목적지 |
| ----------- | --- |
| 둥베이 지역 | 다칭 서역, 치치하얼역, 쑤이화역, 솽청바오역, 다롄 북역, 치치하얼 남역, 무단장역, 넌장역, 훈춘역, 지린역, 다롄역, 솽야산역, 판진역, 옌지 서역, 자무쓰역, 선양역, 단둥역, 자거다치역, 훈춘역 |
| 화베이 지역 | 베이징역, 츠펑역, 베이징 남역, 만저우리역, 톈진 서역, 스자좡역, 한단역, 바오터우역, 하이라얼역                                                                                             |
| 중난 지역   | 한커우역, 우한역, 정저우 동역, 샹양역, 둥관 동역, 광저우 동역 |
| 화둥 지역   | 칭다오 북역, 허페이역, 상하이 훙차오역, 타이저우역, 상하이역, 항저우역 |
| 시난 지역   | 충칭역, 쿤밍역 |
| 시베이 지역 | 없음 |

## 연결 가능한 대중교통

### 시내버스
- 11로 : 하얼빈 서역 동광장(哈西客站东广场)–하얼빈 역(후스 빌딩)
- 31로 : 하얼빈 서역 동광장–핑화 단지(원내)
- 57로 : 샹팡 인민병원(시육원)-시 보장주택 안치서비스센터(하얼빈 서역 경유)
- 96로 : 둥팡신톈디 버스터미널-하얼빈 역(하얼빈 신호통신구)
- 120로 : 하얼빈 서역 동광장–뤼인 단지
- 124로 : 하얼빈 서역 동광장–위양공원 버스터미널
- 379로 : 하얼빈 서역 동광장–영태성(永泰城)
- 602로 : 하얼빈 서역 동광장–아청 북신러 버스터미널

### 지하철
- 하얼빈 지하철 3호선 1기 공사(하시 연락선): 지하철 하얼빈 서역은 이미 2017년 1월 26일에 영업을 시작했다. 하얼빈 서역 동광장 환승 터미널을 통해 하얼빈 지하철 3호선을 이용할 수 있다.

## 같이 보기
- 하얼빈역

## 인접정차역
| 중국 철로                    | 중국 철로                    | 중국 철로                             |
| ---------------------------- | ---------------------------- | ------------------------------------- |
| 왕강 베이징 방면             | ← 5km 징하 철로 7km →        | 하얼빈 빈저우선, 하치 여객전용선 접속 |
| 솽청 북 다롄 방면            | ← 40km 하다 여객전용선 7km → | 하얼빈 빈저우선, 하치 여객전용선 접속 |
| 하얼빈 남역 왕쑨선 쑨자 방면 | ← 8km 왕쑨 철로 연락선       | 시·종착역                             |